# Ричард Гериът
Ри́чард А́лън Гериът (на английски: Richard Allen Garriott) е програмист и предприемач от САЩ. Повече е известен като разработчик на компютърните игри Ultima, Lineage и Tabula Rasa.
От 12 октомври до 24 октомври 2008 г. се намира в околоземна орбита като космически турист на Международната космическа станция.

## Биография
Роден е в Кембридж, Англия на 4 юли 1961 г. Израснал е в САЩ, в семейството на учения и бивш американски астронавт Оуен Гериът (Скайлаб-3 и STS-9). Детството си прекарва в Насау-Бей, Тексас. Завършва Clear Creek High School в гр. Лига. Завършва и Тексаския университет в Остин. Гериът има сестра Линда (род. 7 септември 1966), и 2 братя – Рандел (род. 29 март 1955) и Робърт (род. 7 декември 1956).

## Събития, свързани с космоса
- Ричард Гериът е единственият собственик на копието на първия съветски изкуствен спътник на Земята. Освен това, е собственик и на първия съветски луноход, намиращ се на Луната[2].

- На 28 септември 2007 г. компанията Space Adventures обявява, че Ричард Гериът, ще лети до МКС като шести космически турист на руския кораб Союз ТМА-13 и ще се върне на Земята със Союз ТМА-12. Той става вторият човек, след Сергей Волков, бащата на който също е бил в космоса. Любопитно е, че и двамата се връщат на Земята с един кораб[3].
- В края на януари 2008 г. Гериът минава медицински прегледи и е допуснат до тренировки, в центъра за подготовка на космонавти (ЦПК), в Звездното градче[4].
- На 21 януари 2008 г. Гериът започва да учи руски език и физическа подготовка[5].
- На 11 февруари 2008 г. е официално представен на персонала на ЦПК[6].
- На 22 юни 2008 г. заедно с основния и дублиращия екипажи завършва морските тренировки в Севастопол [7].
- На 30 юли 2008 г. се провежда пресконференция в пресцентъра на NASA, на която се изяснява, че сумата от 30 млн. $, заплатена за полета е всъщност голяма част от неговото състояние.[8]
- От 12 до 24 октомври 2008 г. провежда космически полет на борда на МКС като турист.

## Кариера на програмист
Още докато учил в училище, направил на Apple II десетки игри, които раздавал на своите приятели.
До постъпването си в университета работел в магазин (ComputerLand).
През 1979 г. пише на бейсик своята първа собствена игра Akalabeth: World of Doom (наричана „Ultima 0“) за компютри „Apple II“, и започнал да я продава в магазина, в който работел.
През 1980 г. Гериът подписва договор с издателската компания California Pacific Computer Company и започва професионално да се занимава с компютърни игри от серията „Ултима“, основната част на които била създадена още преди началото на 90-те години.
След университета става професионален дизайнер и разработчик на компютърни игри.
През 1982 г. Ultima II е взета „под крилото“ на по-голямата фирма Sierra On-Line. Когато започва работата над третата част, феновете на играта са толкова много, че Ричард разтрогва договора си със Sierra и заедно с брат си Робърт, баща си и други през 1983 г. създават студио Origin Systems и започват да издават своите игри самостоятелно. Първите пет части Ultima се разработват за компютри Apple II, а после основа става IBM PC.
За своята дълга история Origin пуска много игри: Wing Commander, System Shock, Crusader, Pacific Strike, Bad Blood, 2400 A.D., Knights of Legend и др.
През 1992 г. продава Origin Systems на фирмата Electronic Arts, където успешно работи до 1997 г. Именно в това време геймдизайнерът и неговия екип създават едни от най-успешните графически масови мултиплеър онлайн ролеви игри (MMORPG) – Ultima Online. Тя не била първата и далеч не безупречна, но именно с нея започва победното шествие на жанра по света. Проектът бил толкова популярен по целия свят, че Electronic Arts нарежда на Origin да съсредоточи всички усилия върху него.
През април 2000 EA внезапно отменя всички намиращи се в разработка MMO-проекти, включително и Ultima Online 2, Wing Commander Online и Harry Potter Online. Ричард напуска компанията Origin Systems заедно с брат си и основава студиото Destination Games. След около година, като изтича срока на договора с Electronic Arts за това, че компанията няма да се конкурира с бившите си работодатели, Destination започва да си сътрудничи с големи южнокорейски производители на компютърни игри NCsoft. Р. Гериът става изпълнителен продуцент на игрите Auto Assault, City of Heroes и City of Villains. Последния негов проект – фантастичната MMORPG Tabula Rasa. През ноември 2008 г. Гериът прекратил своето сътрудничество с NCsoft.
Много считат Гериът за един от основателите на жанра на компютърните ролеви игри.

## Награди и звания
- Ричард Гериът е награждаван с такива премии като: „Най-добра игра на годината“, „Най-добър дизайнер на компютърни игри на годината“, „За роля в създаването на игри“.
- Заедно с брат си, получава наградата „Предприемач на годината − 1992“, за работа във фирмата Origin Systems.
- През 2005 г. получава „Награда за жизнени достижения“ (за заслуги) от IGDA
- Става 11-и въведен в „Залата на славата на Академията за интерактивно изкуство и наука“ (AIAS Hall of Fame Honoree) (2005).

## Увлечения
- През 2004 г. Р. Гериът взема участие в боксовата среща между Хесус Чавес и Еик Моралес като секундант на Чавес.
- Гериът се занимава с илюзионизъм и колекционира фокуси. През януари 2008 г. той се появява на страниците на списанието „Общество на Американските Вълшебници“.
- В своето частно имение в Остин, наречено „Британско имение“, е направил атракция – „Къща с привидения“.
- Ричард Гериът – привърженик за развитието на частните космически полети. Той е вицепрезидент на съвета на директорите на компанията Space Adventures, занимаваща се с космически туризъм, а също така влиза в попечителския съвет Фонд X Prize, даващи различни награди в областта на развитието на частните космически полети.
- Има сайт, известен в мрежовите онлайн-игри под името „Lord British“ и „General British“.
- Участва в две антарктически експедиции за търсене на метеорити, експедиции по изследването на миграцията на планинските горили в Руанда, плувал с кану по Амазонка, направил потапяне с подводница до „Титаник“. През 2001 г. взема участие в експедиция в района на Бермудския триъгълник, като намерили потънал през 1810 г. кораб.

## Компютърни игри
| Име на играта                                 | Година на излизане | Платформа/ОС                                                                                              | Участие на Ричард Гериът                                                                   |
| --------------------------------------------- | ------------------ | --- | ------------------------------------------------------------------------------------------ |
| Akalabeth: World of Doom                      | 1980               | Apple II, DOS                                                                                             | Геймдизайнер, Програмист                                                                   |
| Ultima I: The First Age of Darkness           | 1980               | Apple II, Commodore 64, DOS, FM Towns, MSX                                                                | Оригинална идея, програмист, художник-оформител                                            |
| Ultima II: The Revenge of the Enchantress     | 1982               | Apple II, Atari 8 bit systems, Commodore 64, DOS, FM Towns                                                | Програмист                                                                                 |
| Ultima III: Exodus                            | 1983               | Apple II, Amiga, Atari 8 bit systems, Commodore 64, DOS, FM Towns, Mac OS, NES                            | Директор на проекта                                                                        |
| Ultima IV: Quest of the Avatar                | 1985               | Apple II, Amiga, Atari 8 bit systems, Atari ST, Commodore 64, DOS, FM Towns, MSX, NES, Sega Master System | Директор на проекта                                                                        |
| Autoduel                                      | 1985               | Apple II, Amiga, Atari ST, Commodore 64, DOS                                                              | Разработчик и програмист                                                                   |
| Ultima V: Warriors of Destiny                 | 1988               | Apple II, Amiga, Atari ST, Commodore 64, DOS, FM Towns, NES                                               | Разработчик, редактор и програмист                                                         |
| Omega                                         | 1989               | Apple II, Amiga, Atari ST, Commodore 64, DOS                                                              | Разработчик                                                                                |
| Ultima VI: The False Prophet                  | 1990               | DOS, Amiga, Atari ST, Commodore 64, FM Towns, SNES                                                        | Разработчик, продуцент, постановчик на звуковите ефекти, редактор и актьор по озвучаването |
| Worlds of Ultima: The Savage Empire           | 1990               | DOS, SNES                                                                                                 | Изпълнителен продуцент                                                                     |
| Ultima: Worlds of Adventure 2: Martian Dreams | 1991               | DOS | Художествен ръководител                                                                    |
| Ultima: Runes of Virtue                       | 1991               | Game Boy                                                                                                  | Художествен ръководител                                                                    |
| Ultima Underworld: The Stygian Abyss          | 1992               | DOS, FM Towns, PlayStation                                                                                | Директор и актьор по озвучаването                                                          |
| Ultima VII: The Black Gate                    | 1992               | DOS, SNES                                                                                                 | Директор и продуцент                                                                       |
| Ultima VII: The Forge of Virtue               | 1993               | DOS | Художествен консултант и продуцент                                                         |
| Ultima VII Part Two: Serpent Isle             | 1993               | DOS | Художествен ръководител и член на озвучителния екип                                        |
| Ultima VII Part Two: The Silver Seed          | 1993               | DOS | Директор и актьор по озвучаването                                                          |
| Ultima Underworld II: Labyrinth of Worlds     | 1993               | DOS, FM Towns, NEC PC-9801                                                                                | Директор и актьор по озвучаването                                                          |
| Ultima VIII: Pagan                            | 1994               | DOS | Продуцент                                                                                  |
| Ultima: Runes of Virtue II                    | 1994               | Game Boy                                                                                                  | Художествен ръководител и консултант по дизайна                                            |
| Ultima VIII: The Lost Vale Expansion Pack     | Отменена           | DOS | Продуцент                                                                                  |
| Bioforge                                      | 1995               | DOS | Изпълнителен продуцент                                                                     |
| Ultima Online                                 | 1997               | Windows                                                                                                   | Продуцент                                                                                  |
| Ultima Online: The Second Age                 | 1998               | Windows                                                                                                   | Водещ разработчик                                                                          |
| Lineage                                       | 1998               | Windows, Mac OS X                                                                                         | Изпълнителен продуцент                                                                     |
| Ultima IX: Ascension                          | 1999               | Windows                                                                                                   | Директор                                                                                   |
| Lineage II: The Chaotic Chronicle             | 2003               | Windows                                                                                                   | Изпълнителен продуцент                                                                     |
| City of Heroes                                | 2004               | Windows                                                                                                   | Изпълнителен продуцент                                                                     |
| City of Villains                              | 2005               | Windows                                                                                                   | Административно управление                                                                 |
| Tabula Rasa                                   | 2007               | Windows                                                                                                   | Изпълнителен продуцент                                                                     |

## Радиолюбителска дейност
Ричард има радиолюбителска позивна – W5KWQ .

## Забележки
1. ↑  rian.ru ((ru))
2. ↑  Ричард Гэрриот: Что не НАСА, то моё. geroy.ntv.ru Архив на оригинала от 2008-06-01 в Wayback Machine. ((ru))
3. ↑  Разработчик на компютърни игри дава урок от космоса. nrs.com Архив на оригинала от 2007-10-28 в Wayback Machine. ((ru))
4. ↑  Медики разрешили полет на МКС шестого космического туриста, rian.ru, 11.02.2008 ((ru))
5. ↑  Создатель Ultima Online раздаст автографы москвичам, lenta.ru, 28 февраля 2008 ((ru))
6. ↑  Ричард Гериът посетил Звездното градче. novosti-kosmonavtiki.ru ((ru))
7. ↑  Наталья Бурцева, Экипаж за бортом, vesti.ru, 5 июля 2008 ((ru))
8. ↑  Дмитрий Карелин, В космос только с папой, gazeta.ru, 31.07.2008 ((ru))
9. ↑   Гериът се сбогува с NCSoft, архив на оригинала от 12 ноември 2008, https://web.archive.org/web/20081112215246/http://www.rgtr.com/news/latest_news/an_open_letter_from_general_br.html, посетен на 21 октомври 2010
10. ↑   Открито писмо от Генерал Бритиш, архив на оригинала от 12 ноември 2008, https://web.archive.org/web/20081112215246/http://www.rgtr.com/news/latest_news/an_open_letter_from_general_br.html, посетен на 21 октомври 2010
11. ↑  Неговата радиолюбителска позивна е W5KWQ